# Mark Robert Shaw
Mark Robert Shaw est un entomologiste écossais. 

## Publications
- (en) Shaw M.R., 1996. Chrysopophthorus hungaricus (Zilahi-Kiss)(Hymenoptera: Braconidae, Euphorinae) new to Britain, a parasitoid of adult Chrysopidae (Neuroptera). Entomologists Gazette.

## Liens  externes
- Ressources relatives à la recherche :   - ORCID
  - ZooBank
- Notices d'autorité :   - VIAF
  - IdRef
  - LCCN
  - Israël
  - WorldCat